# NGC 6554
NGC 6554 ist ein aus mehreren Sternen bestehender Asterismus im Sternbild Schütze. Er wurde am 14. Juli 1830 von John Herschel bei einer Beobachtung irrtümlich für einen offenen Sternhaufen gehalten und erlangte so einen Eintrag in den Katalog.